# Changsha IFS Tower T1
Der Changsha IFS Tower (chinesisch 長沙國際金融中心 / 长沙国际金融中心, Pinyin Chángshā Guójì Jīnróng Zhōngxīn) ist ein aus zwei Wolkenkratzern bestehendes Gebäudeensemble in Changsha, China.

## Beschreibung
Der höhere der beiden Türme (T1) misst 452 Meter und verfügt über 94 Etagen. Der zweite Turm (T2) ist mit 315 Metern etwas niedriger und hat 63 Etagen. Im Gegensatz zum T1, der auch als Hotel genutzt wird, ist dieser ein reines Bürogebäude. Der Komplex wurde 2017, nach knapp 5 Jahren Bauzeit fertiggestellt und ein Jahr später eröffnet. Der Changsha IFS Tower T1 ist das höchste Gebäude der Stadt und eines der höchsten weltweit. Außerdem entstehen in der Turmbasis Flächen für Einzelhandel.  Der gesamte Komplex umfasst eine Nutzfläche von etwa 700.000 m² und gehört somit zu den flächenmäßig größten nutzbaren Gebäuden.